# Degerfors IF 2021
Säsongen 2021 var Degerfors IF:s första säsong tillbaka i Allsvenskan sedan 1997, och deras sammanlagt 30:e säsong i Sveriges högsta division för fotboll. Utöver Allsvenskan deltog klubben även i Svenska Cupen.

## Spelartrupp
| Nummer      | Land      | Spelare                | Födelsedatum     | Kom från            | Moderklubb        |           |
| Målvakter   | Målvakter | Målvakter              | Målvakter        | Målvakter           | Målvakter         | Målvakter |
| ----------- | --------- | ---------------------- | ---------------- | ------------------- | ----------------- | --------- |
| 1           | England   | Alfie Whiteman         | 2 oktober 1998   | Tottenham Hotspur   | Tottenham Hotspur |           |
| 25          | USA       | Jeffrey Gal            | 6 april 1993     | Skövde AIK          | Bridges           |           |
| Försvarare  |           |                        |                  |                     |                   |           |
| 2           | Sverige   | Gustav Granath         | 15 februari 1997 | Skövde AIK          | IF Tymer          |           |
| 3           | Jordanien | Jonathan Tamimi        | 12 oktober 1994  | Mjällby AIF         | Hammarby IF       |           |
| 4           | Sverige   | Sean Sabetkar          | 28 april 1995    | Västerås SK         | AIK               |           |
| 5           | Sverige   | Oliver Ekroth          | 18 januari 1992  | Kristianstad FC     | Rödsle BK         |           |
| 12          | Sverige   | Erik Lindell           | 14 februari 1996 | IFK Norrköping      | IFK Norrköping    |           |
| 17          | Sverige   | Anton Kralj            | 12 mars 1998     | Sandefjord          | Kvarnby IK        |           |
| 20          | Sverige   | Christoffer Wiktorsson | 22 mars 1989     | Örebro SK           | Degerfors IF      |           |
| 22          | Sverige   | Tufve Östlund          | 18 februari 2001 | Degerfors IF U      | FC Kristinehamn   |           |
| Mittfältare |           |                        |                  |                     |                   |           |
| 6           | Sverige   | Nicklas Maripuu        | 2 mars 1992      | Akropolis IF        | AIK               |           |
| 7           | Sverige   | Sebastian Ohlsson      | 31 december 1992 | Trelleborgs FF      | Hova IF           |           |
| 8           | Sverige   | Ferhad Ayaz            | 10 oktober 1994  | Dalkurd FF          | Karlslunds IF     |           |
| 9           | Sverige   | Johan Bertilsson       | 15 februari 1988 | Örebro SK           | Hova IF           |           |
| 11          | Sverige   | Christos Gravius       | 14 oktober 1997  | AIK                 | IFK Viksjö        |           |
| 15          | Sverige   | Jakob Andersson        | 29 juli 2002     | Degerfors IF U      | KB Karlskoga      |           |
| 18          | Sverige   | Axel Lindahl           | 4 april 1995     | Bodö/Glimt          | Lidköpings IF     |           |
| 19          | Sverige   | Abdelrahman Saidi      | 13 augusti 1999  | Norrby IF           | Norrby IF         |           |
| 21          | Sverige   | Adam Carlén            | 27 juni 2000     | Degerfors IF U      | Björsäters IF     |           |
| 22          | Sverige   | Justin Salmon          | 25 januari 1999  | Västerås SK         | IF Brommapojkarna |           |
| 23          | Sverige   | Adhavan Rajamohan      | 21 februari 1993 | Akropolis IF        | Vasalunds IF      |           |
| Anfallare   |           |                        |                  |                     |                   |           |
| 10          | Sverige   | Sargon Abraham         | 7 februari 1991  | IFK Göteborg        | IFK Skövde        |           |
| 14          | Sverige   | Villiam Dahlström      | 30 juni 1997     | FC Gute             | Roma IF           |           |
| 16          | Sverige   | Victor Edvardsen       | 14 januari 1996  | Karlstad BK         | IFK Göteborg      |           |
| 40          | Serbien   | Nikola Djurdjic        | 1 april 1986     | Chengdu Better City | Radnicki Pirot    |           |

### Utlånade spelare
| Nr | Land    | Pos | Namn                                                         |
| -- | ------- | --- | ------------------------------------------------------------ |
| 18 | Sverige | MF  | Erik Grandelius (i Åtvidabergs FF till 31 december 2021)     |
| 24 | Sverige | A   | José Segura Bonilla (i Åtvidabergs FF till 31 december 2021) |

| Nr | Land    | Pos | Namn                                            |
| -- | ------- | --- | ----------------------------------------------- |
| 26 | Sverige | MV  | Hugo Claesson (i FC Gute till 31 december 2021) |

## Vänskapsmatcher

### Försäsong
Den 22 januari släppte Degerfors IF sitt spelschema för försäsongen.
      Vinst
      Oavgjort
      Förlust
| Vänskapsmatch 30 januari 2021 | Örebro SK               | 1-0     | Degerfors IF | Örebro, Sverige    |  |  |
| 14:00                         | Andersson Segerlind 86′ | Rapport |              | Arena: Behrn Arena |  |  |
|                               |                         |         |              |                    |  |  |

| Vänskapsmatch 2 februari 2021 | Degerfors IF                                                  | 6-0     | Örebro Syrianska IF | Degerfors, Sverige |  |  |
| 17:00                         | Bertilsson 8′, 27′, 45′ Segura Bonilla 23′ Dahlström 81′, 90′ | Rapport |                     | Arena: Stora Valla |  |  |
|                               |                                                               |         |                     |                    |  |  |